# Bruno Peres
Bruno da Silva Peres (São Paulo, Brasil, 1 de marzo de 1990), más conocido como Bruno Peres, es un futbolista brasileño que juega en la posición de defensa en el Athletico Paranaense del Campeonato Brasileño de Serie A.

## Trayectoria
Bruno Peres comenzó su carrera en Audax y fue cedido al Bragantino. Jugó 6 partidos con el club, anotando 1 gol.
Al año siguiente, Bruno Peres volvió a Audax, pero fue cedido de nuevo, esta vez para el Guaraní. 

### Santos
El 5 de julio de 2012, Bruno Peres firmó un contrato de préstamo con Santos. Hizo su debut contra el Grêmio, con buena presentación. Bruno hizo su primer gol con la camiseta del Santos, en la victoria ante Ponte Preta en Vila Belmiro. Jugó la Recopa Sudamericana 2012 ganándole la final a Universidad de Chile, en ese equipo de campeón de Santos estaban Paulo Henrique Ganso y Neymar. En el partido de vuelta en que se definió el campeonato, Santos ganó por 2 a 0 con goles de Neymar y del mismo Bruno Peres.
También en Santos, a pesar de ser traspasado a Internacional, Bruno Peres fue sorprendentemente alineado por Muricy Ramalho al estreno del peixe en el Paulistão 2013 ante el São Bernardo. El técnico, además, criticó la decisión del futbolista de ir a Internacional, que para Ramalho, solo se tuvo en cuenta el factor económico, no ponderado la apariencia de que ya se encontraba en Vila Belmiro. Sin embargo, el 18 de enero de 2013, el Inter renunció a la contratación de Bruno Peres tras la negativa de Santos en la forma de pago al lado del otro y el jugador seguido en Vila Belmiro, y el 70% de los derechos del jugador económicas fueron comprados por el club alvinegro, y un contrato que se extiende hasta 2016.

### Torino
Todavía en 2014, Bruno fue vendido al Torino F. C., de Italia, donde vivió dificultades para firmar con el club. Algunos rumores decían que el jugador podría volver a Brasil, y el São Paulo F. C., que vendió a Douglas al F. C. Barcelona, como el principal interesado en el lateral de 24 años.
El 15 de septiembre de 2014, el jugador finalmente firmó con el Torino F. C. por 6 millones de $. Fue parte del equipo que llegó hasta octavos de final de la Liga Europa de la UEFA 2014-15. Compartió equipo con el argentino Maxi López y sus compatriotas Avelar y Barreto.

### Roma
El 16 de agosto de 2016, fue cedido a la A. S. Roma por una temporada a cambio de un millón de euros con obligación de compra fijada en 12,5 millones de euros. Jugó todos los partidos de la Liga Europa de la UEFA 2016-17 de lateral derecho.

## Clubes
| Club                      | País    | Año       |
| ------------------------- | ------- | --------- |
| G. O. Audax               | Brasil  | 2010-2012 |
| C. A. Bragantino (cedido) | Brasil  | 2010      |
| Guarani F. C. (cedido)    | Brasil  | 2011-2012 |
| Santos F. C.              | Brasil  | 2012-2014 |
| Torino F. C.              | Italia  | 2014-2017 |
| A. S. Roma                | Italia  | 2016-2021 |
| São Paulo F. C. (cedido)  | Brasil  | 2018-2019 |
| Sport Recife (cedido)     | Brasil  | 2019      |
| Trabzonspor               | Turquía | 2021-2023 |
| Athletico Paranaense      | Brasil  | 2023-     |

## Palmarés

### Títulos nacionales
| Título               | Club        | País    | Año  |
| -------------------- | ----------- | ------- | ---- |
| Superliga de Turquía | Trabzonspor | Turquía | 2022 |
| Supercopa de Turquía | Trabzonspor | Turquía | 2022 |

### Títulos internacionales
| Título              | Club         | País   | Año  |
| ------------------- | ------------ | ------ | ---- |
| Recopa Sudamericana | Santos F. C. | Brasil | 2012 |